# Нова Воля (Пясечинський повіт)
Нова Воля (пол. Nowa Wola) — село в Польщі, у гміні Лешноволя Пясечинського повіту Мазовецького воєводства.
Населення — 918 осіб (2011).
У 1975-1998 роках село належало до Варшавського воєводства.

## Демографія
Демографічна структура станом на 31 березня 2011 року:
|          | Загалом | Допрацездатний вік | Працездатний вік | Постпрацездатний вік |
| -------- | ------- | ------------------ | ---------------- | -------------------- |
| Чоловіки | 443     | 94                 | 319              | 30                   |
| Жінки    | 475     | 112                | 286              | 77                   |
| Разом    | 918     | 206                | 605              | 107                  |